# Slikarstvo
Slikárstvo je umetniška dejavnost, pri kateri na neko podlago (platno, papir, omet) nanašamo barve. Slikarstvo je ena izmed temeljnih strok likovne umetnosti, ki ima za osnovno ploskev in upodobitve gradi z uporabo barve in črt. Razločujemo med slikarstvom v ožjem pomenu besede, za katero je pomembnejša barva, in slikarstvom v širšem pomenu, kamor sodita tudi risba in grafika, kjer je barva po navadi lahko odsotna, ali pa je prisotna v barvi risal.
Glede na nosilce (so neprenosni ali prenosni) govorimo o vrstah slikarstva: o stenskem slikarstvu, tabelnem slikarstvu, slikarstvu na platno, knjižnem slikarstvu, slikarstvu na steklo itd. Z nosilci so povezane različne tehnike (npr. freska, mozaik, akvarelno in oljno slikarstvo, kolaž, vazno slikarstvo), pri čemer se tradicionalnim tehnikam in tradicionalnim materialom pridružujejo novi. S slikarstvom so najtesneje povezani tudi drugi načini izražanja, ki so po značaju slikarski, npr. fotografija, film, instalacija.

## Zgodovina slikarstva
Slikarstvo se je pojavilo v obdobju paleolitika, ko je človek z naravnimi barvami naslikal prve jamske slike. Do leta 2018 naj bi bile najstarejše znane slike stare približno 32.000 let, v jami Chauvet v Franciji. Vgravirane so in pobarvane z rdečo oker in črno pigmentno barvo, na njih pa so prikazani konji, nosorogi, levi, bivoli, mamuti, abstraktni vzorci in možne delne človeške figure. Jamske slike so nato našli v Indoneziji v jami Lubang Jeriji Saléh, za katero menijo, da je stara 40.000 let. Vendar so bili najzgodnejši dokazi o slikarskem delu odkriti v dveh kamnitih zavetjih v deželi Arnhem na severu Avstralije. V najnižji plasti materiala na teh lokacijah so uporabljeni kosi oker, stari približno 60.000 let. Arheologi so našli tudi del kamnite poslikave, ohranjene v skalnjaku iz apnenca v regiji Kimberley v severozahodni Avstraliji, ki je stara 40.000 let. Primeri jamskih slik so po vsem svetu - v Italiji, Franciji, Španiji, na Portugalskem, Kitajskem, v Avstraliji, Mehiki, itd.
V prvih civilizacijah je prevladovala stenska poslikava, ki so jo uporabljali predvsem za templje, grobnice, palače in svetišča. V stari Grčiji se je ta zvrst umetnosti že dodobra razvila, a se je na žalost iz tistega časa zelo malo ohranilo. Na srečo pa je veliko ostalo od stenskih poslikav v starem Rimu, predvsem mestu Pompeji, ko so bile poslikane tudi nekatere zasebne hiše. Iz tistega časa so raziskovalci našli tudi ohranjene mozaike.
V zahodnih kulturah imata oljno slikarstvo in akvarelno slikarstvo bogato in zapleteno tradicijo v slogu in vsebini. Na vzhodu so črnilo in barvno črnilo v preteklosti prevladovali pri izbiri medijev z enako bogato in zapleteno tradicijo.
Zgodovino slikarstva preučuje umetnostna zgodovina.

## Estetika in teorija
Estetika je preučevanje umetnosti in lepote; to je bilo pomembno vprašanje za filozofe 18. in 19. stoletja, kot sta Immanuel Kant in Hegel. Klasični filozofi, kot sta Platon in Aristotel, so teoretizirali tudi o umetnosti in slikarstvu. Platon v svojem filozofskem sistemu ni zanemarjal slikarjev (pa tudi kiparjev); trdil je, da slika ne more prikazati resnice - je kopija resničnosti (senca sveta idej) in ni nič drugega kot obrt, podobna čevljarstvu ali litju železa. V času Leonarda je slikarstvo postalo tesnejši prikaz resnice kot slikanje v stari Grčiji. Leonardo da Vinci je nasprotno dejal, da je La Pittura è cosa mentale ('slikanje je stvar uma'). Kant je razlikoval med Lepoto in Sublimnim, in sicer z vidiki, ki so očitno dajali prednost prvemu. Čeprav se ni posebej skliceval na slikarstvo, so ta koncept prevzeli slikarji, kot je J. M. W. Turner in Caspar David Friedrich.
Hegel je prepoznal neuspeh pri doseganju univerzalnega koncepta lepote in v svojem estetskem eseju zapisal, da je slikarstvo, skupaj s poezijo in glasbo, ena od treh 'romantičnih' umetnosti zaradi svojega simboličnega, visoko intelektualnega namena. Med slikarji, ki so napisali teoretska dela o slikarstvu, sta Kandinski in Paul Klee. Kandinski v svojem eseju trdi, da ima slikarstvo duhovno vrednost in daje osnovne barve bistvenim občutkom ali konceptom, kar so že poskušali narediti Goethe in drugi pisatelji.
Ikonografija je preučevanje vsebine slik in ne njihovega sloga. Erwin Panofsky in drugi umetnostni zgodovinarji skušajo najprej razumeti upodobljene stvari, preden se ozrejo na njihov pomen za gledalca v tistem času in na koncu analizirajo njihov širši kulturni, verski in družbeni pomen.
Leta 1890 je pariški slikar Maurice Denis slavno zatrdil: »Ne pozabite, da je slika - preden je vojaški konj, gola ženska ali kakšna zgodba ali druga - v bistvu ravna površina, prekrita z barvami, sestavljenimi v določenem vrstnem redu.« Tako je bilo veliko slikarskega razvoja 20. stoletja, kot je kubizem, razmišljanje o  sredstvih  slikarstva in ne o zunanjem svetu - naravi -, ki je bila prej njegova glavna tema.

## Elementi slikanja

### Intenzivnost
Kar omogoča slikanje, je zaznavanje in prikaz intenzivnosti. Vsaka točka v prostoru ima različno intenzivnost, ki jo lahko na sliki predstavimo s črno-belo in vsemi sivimi odtenki med njimi. Slikarji lahko v praksi artikulirajo oblike tako, da si nalagajo površine različnih intenzivnosti; z uporabo samo barve (enake intenzivnosti) lahko predstavljamo samo simbolične oblike. Tako se osnovna slikarska sredstva razlikujejo od ideoloških, kot so geometrijske figure, različna stališča in organizacija (perspektiva) ter simboli. Slikar na primer zazna, da ima določena bela stena na vsaki točki različno intenzivnost zaradi odtenkov in odsevov bližnjih predmetov, v idealnem primeru pa je bela stena še vedno bela stena v mrki temi. Pri tehničnem risanju je idealna tudi debelina črte, ki razmejuje idealne obrise predmeta znotraj zaznavnega okvira, drugačnega od tistega, ki ga uporabljajo slikarji.

### Barva in ton
Barva, sestavljena iz odtenka, nasičenosti in vrednosti, razpršena po površini, je bistvo slikarstva, tako kot višina in ritem bistvo glasbe. Barva je sicer zelo subjektivna, vendar ima opazne psihološke učinke, čeprav se ti lahko razlikujejo od kulture do kulture. Črna je na Zahodu povezana z žalovanjem, na vzhodu je to bela. Nekateri slikarji, teoretiki, pisatelji in znanstveniki, med njimi Goethe, Kandinski, in Newton, so napisali svojo barvno teorijo.
Poleg tega je uporaba jezika le abstrakcija za barvni ekvivalent. Beseda 'rdeča' na primer lahko zajema široko paleto variacij od čiste rdeče vidnega spektra svetlobe. Ni formaliziranega registra različnih barv na način, da bi se dogovorili o različnih notah v glasbi, kot sta F ali C♯. Za slikarja barva ni preprosto razdeljena na osnovne (primarne) in izpeljane (komplementarne ali mešane) barve (na primer rdeča, modra, zelena, rjava itd.).
Slikarji se praktično ukvarjajo s pigmenti, zato je 'modra' za slikarja lahko kateri koli modra: ftalocianinsko modra, prusko modra, indigo, kobaltovo modra, ultramarin itd. Psihološki in simbolni pomeni barve, strogo rečeno, niso slikarsko sredstvo. Barve samo dodajajo potencialni, izpeljani kontekst pomenov, zato je zaznavanje slike zelo subjektivno. Analogija z glasbo je povsem jasna - zvok v glasbi (kot nota C) je analogen 'svetlobi' v slikarstvu, 'odtenki' dinamiki, 'obarvanost' pa slikanju, kot je poseben ton glasbil glasbi. Ti elementi nujno ne tvorijo melodije (v glasbi); lahko mu dodajo različne kontekste.

### Netradicionalni elementi
Sodobni umetniki so zelo razširili slikarsko prakso, da bi kot primer vključili kolaž, ki se je začel s kubizmom in ni slikanje v strogem smislu. Nekateri sodobni slikarji za svojo teksturo vključujejo različne materiale, kot so kovina, plastika, pesek, cement, slama, listi ali les. Primeri tega so dela Jeana Dubuffeta in Anselma Kieferja. Vse več je skupnosti umetnikov, ki uporabljajo računalnike za 'barvanje' barve na digitalno 'platno' s pomočjo programov, kot so Adobe Photoshop, Corel Painter in mnogi drugi. Te slike lahko po potrebi natisnejo na tradicionalno platno.

### Ritem
Ritem je za umetnike pomemben tako pri slikanju kot pri glasbi. Če nekdo definira ritem kot »premor, vključen v zaporedje«, potem lahko na slikah obstaja ritem. Ti premori omogočajo ustvarjalno silo, da posreduje in doda nove stvaritve - obliko, melodijo, obarvanost. Razširjanje oblike ali kakršnih koli informacij je pri danem umetniškem delu ključnega pomena in neposredno vpliva na estetsko vrednost tega dela. To je zato, ker je estetska vrednost odvisna od funkcionalnosti, torej svoboda (gibanje) zaznavanja se dojema kot lepota. Prosti pretok energije tako v umetnosti kot tudi v drugih oblikah techne neposredno prispeva k estetski vrednosti.
Glasba je bila pomembna za rojstvo abstraktne umetnosti, saj je glasba po naravi abstraktna - ne poskuša predstavljati zunanjega sveta, ampak na neposreden način izraža notranje občutke duše. Vasilij Kandinski je pogosto uporabljal glasbene izraze za prepoznavanje svojih del; svoje najbolj spontane slike je imenoval improvizacije, bolj dodelana dela pa označil za kompozicije. Kandinski je teoretiziral, da je glasba končni učitelj, nato pa se je lotil prvih sedmih od desetih skladb. Ko je slišal tone in akorde, ko je slikal, je Kandinski teoretiziral, da je (na primer) rumena barva sredina C na medeninasti trobenti; črna je barva zaprtja in konca stvari; in da kombinacije barv ustvarjajo vibracijske frekvence, podobne akordom, ki se igrajo na klavirju. Leta 1871 se je mladi Kandinski naučil igrati klavir in violončelo. Scenska zasnova Kandinskega za uprizoritev Mussorgskyjevih Slik z razstave ponazarja njegov 'sinestetični' koncept univerzalnega ujemanja oblik, barv in glasbenih zvokov.
Glasba definira večino modernističnega abstraktnega slikarstva. Jackson Pollock to poudarja s svojo sliko iz leta 1950 Jesenski ritem (številka 30).

## Slikarski mediji
Različne vrste barv običajno prepoznamo po mediju, v katerem je pigment suspendiran ali vgrajen, kar določa splošne delovne značilnosti barve, kot so viskoznost, mešljivost, topnost, čas sušenja itd.

### Olje
Oljna slika je postopek barvanja z pigmenti, ki so vezani na medij olje, kot je laneno olje, ki se je pogosto uporabljalo v zgodnji moderni Evropi. Pogosto so olje kuhali s smolo, kot je borova smola ali celo kadilo; imenovali so se 'laki' in so bili cenjeni zaradi telesa in sijaja. Oljna barva je sčasoma postala glavni medij za ustvarjanje umetniških del, saj so njene prednosti postale splošno znane. Prehod se je začel z zgodnjim nizozemskim slikarstvom v severni Evropi in je z visoko renesanso tehnika oljnega slikarstva v večini Evrope skoraj popolnoma nadomestila tempera barve.

### Pastel
Pastel je slikarski medij v obliki paličice (sticka), sestavljen iz čistega praškastega pigmenta in veziva.  Pigmenti, ki se uporabljajo v pastelih, so enaki pigmentom, ki se uporabljajo za izdelavo vseh barvnih umetniških medijev, vključno z oljno barvo; vezivo je nevtralnega odtenka in nizko nasičenostjo. Barvni učinek pastelov je bolj podoben naravnim suhim pigmentom kot kateri koli drug postopek. Ker je površina pastelne slike krhka in se zlahka razmaže, je za njeno ohranitev potreben zaščitni ukrep, kot je kadriranje pod steklom; lahko ga tudi poškropimo z fiksirjem. Kljub temu lahko pastelna slika, izdelana s trajnimi pigmenti in pravilno negovana, ostane stoletja nespremenjena. Pasteli niso dovzetni, tako kot slike, izdelane s tekočim medijem, na razpoke in razbarvanje, ki so posledica sprememb v barvi, motnosti ali dimenzijah medija, ko se suši.

### Akrilna barva
Akrilna barva je hitro sušeča barva, ki vsebuje pigmentno suspenzijo v  akril polimerno emulzijo. Akrilne barve lahko razredčimo z vodo, in postanejo vodoodporne, ko se posušijo. Odvisno od tega, koliko barve je razredčene (z vodo) ali spremenjena z akrilnimi geli, mediji ali pastami, je lahko končna akrilna slika podobna akvarelu ali oljni sliki ali pa ima lastnih edinstvenih lastnosti, ki jih ni mogoče doseči z drugimi mediji. Glavna praktična razlika med večino akrila in oljnimi barvami je čas sušenja. Olja omogočajo več časa za mešanje barv in nanašanje enakomernih glazur na podbarvo. Ta počasi sušilni vidik olja lahko obravnavamo kot prednost nekaterih tehnik, lahko pa tudi ovira umetnikovo sposobnost hitrega dela.

### Vodene barve
Akvarel je metoda barvanja, pri kateri so barve izdelane iz pigmentov, raztopljenih v vodotopnem nosilcu. Tradicionalna in najpogostejša podpora za akvarelne slike je papir; drugi nosilci vključujejo papirus, papir iz lubja, plastiko, velum ali usnje, tkanine, les in platno. V vzhodni Aziji se akvarelno slikanje s črnili imenuje slikanje s črnilom ali slikanje z drsi. V  kitajskem,  korejskem in japonskem slikarstvu je prevladoval medij, pogosto v enobarvni črni ali rjavi barvi. Indija, Etiopija in druge države imajo tudi dolgo tradicijo. Slikanje s prsti z akvarelnimi barvami izvira iz Kitajske. Akvarelne svinčnike (vodotopne barvne svinčnike) se lahko uporablja mokre ali suhe.

### Črnilo
Slike s črnilom so narejene s tekočino, ki vsebuje pigmente in / ali barvilo in se uporablja za barvanje površine, da se ustvari slika, besedilo ali oblikovanje. Črnilo se uporablja za risanje s peresom, čopičem ali perjem. Črnilo je lahko kompleksen medij, ki ga sestavljajo topilo, pigmenti, barvila, smola, mazivo, površinsko aktivna snov, suspendirane trdne snovi, fluorescent in drugi materiali. Sestavni deli črnil služijo za številne namene; nosilec črnila, barvila in drugi dodatki nadzorujejo pretok in debelino črnila ter njegov videz, ko je suh.

### Vroči vosek in enkavstika
Enkavstično slikarstvo, znano tudi kot barvanje z vročim voskom, vključuje uporabo ogrevanega čebeljega voska, ki mu dodajo barvne pigmente. Nato se tekočina / pasta nanese na površino - običajno pripravljen les, čeprav se pogosto uporablja platno in drugi materiali. Najpreprostejšo enkavstično mešanico lahko naredimo iz dodajanja pigmentov čebeljemu vosku, vendar je mogoče uporabiti več drugih receptov - nekateri vsebujejo druge vrste voskov, damar smolo, laneno olje ali druge sestavine. Čiste pigmente v prahu se lahko kupi in uporabi, čeprav nekatere mešanice uporabljajo oljne barve ali druge oblike pigmenta. S kovinskim orodjem in posebnimi ščetkami lahko barvo oblikujemo, preden se ohladi, ali z ogrevanimi kovinskimi orodji za manipulacijo z voskom, ko se ohladi na površini. Drugi materiali se lahko zaprejo ali kolažirajo na površino ali nanesejo na plast z uporabo enkavstičnega medija, da ga pritrdijo na površino.
Ta tehnika je bila običajna za starogrške in rimske plošče ter je ostala v uporabi v vzhodno-pravoslavni tradiciji ikon.

### Freska
Freska je katera koli izmed sorodnih vrst muralov, narejenih na svežem apnenem ometu na stenah ali stropih. Beseda freska izhaja iz italijanske besede affresco [afˈfresːko], ki izhaja iz latinske besede za 'svež'. Freske so pogosto izdelovali v času renesanse in drugih zgodnjih obdobij. Tehnika Buon fresco sestoji iz barvanja v pigment, pomešan z vodo, na tanko plast mokre, sveže malte ali mavca, za katero se uporablja italijanska beseda za omet intonaco. Nasprotno pa se slikanje Al secco izvaja na suhem ometu (v italijanščini secco je 'suho'). Pigmenti potrebujejo vezni medij, kot je jajce (tempera), lepilo ali olje, da pigment pritrdi na steno.

### Gvaš
Gvaš je barva na vodni osnovi, sestavljena iz pigmenta in drugih materialov, zasnovana za uporabo v neprozorni metodi barvanja. Gvaš se od akvarela razlikuje po tem, da so delci večji, je razmerje pigmenta in vode veliko večje, prisoten pa je tudi dodaten, inerten, bel pigment, kot je kreda. Zaradi tega je gvaš težji in bolj neprozoren, z večjimi odsevnimi lastnostmi. Kot vsa vodna sredstva se tudi ta razredči z vodo.

### Lošč
Emajli so izdelani z barvanjem podlage, običajno kovine, s steklom v prahu; minerali, imenovani barvni oksidi, zagotavljajo obarvanost. Po žganju pri temperaturi 750–850 stopinj Celzija je rezultat taljeno laminiranje stekla in kovine. Za razliko od večine poslikanih tehnik je s površino mogoče rokovati in jo zmočiti. Emajli se tradicionalno uporabljajo za dekoracijo dragocenih predmetov, vendar so bili uporabljeni tudi za druge namene. Limoges je bil vodilno središče renesančnega slikanja z emajlom, z majhnimi verskimi in mitološkimi prizori v okrašenem okolju, na ploščah ali predmetih, kot je solnice ali skrinje. V 18. stoletju je bilo slikanje z emajlom v Evropi v modi, zlasti kot medij za portretno miniaturo. In konec 20. stoletja se je tehnika porcelanskega emajla na kovini uporabljala kot trajen medij za zunanje freske.

### Sprej
Aerosolna barva (imenovana tudi sprej barva) je vrsta barve, ki je v zaprti posodi pod pritiskom in se sprosti v fini pršilni meglici, ko pritisnete gumb (ventil)]. Oblika sprej barve, aerosol barve pušča gladko, enakomerno prevlečeno površino. Standardne pločevinke so prenosne, poceni in jih je enostavno shraniti. Osnovna barva oziroma temeljni premaz se lahko nanaša neposredno na golo kovino in številne umetne snovi.
Zaradi hitrosti, prenosljivosti in trajnosti so aerosolne barve pogost medij za grafite. Konec 1970-ih so podpisi in freske piscev grafitov postajali bolj dodelani in razvil se je edinstven slog kot dejavnik aerosolnega medija in hitrosti, potrebne za nedovoljeno delo. Mnogi grafite in ulično umetnost zdaj prepoznajo kot edinstveno umetniško obliko, posebej izdelane aerosolne barve pa so narejene za grafitarje. Šablona ščiti površino, razen posebne oblike, ki jo je treba barvati. Šablone lahko kupite kot premične črke, jih naročite kot profesionalno izrezani logotip ali jih umetniki ročno izrežejo.

### Tempera
Tempera, znana tudi kot jajčna tempera, je trajni, hitro sušeči slikarski medij, sestavljen iz barvnega pigmenta, pomešanega z vodotopnim medijem  vezivo (običajno lepljiv material, kot je jajčni rumenjak ali kakšen drug. Tempera se imenuje tudi tehnika slikanja v tem mediju. Slike s tempero so zelo dolgotrajne in primeri iz prvih stoletij našega štetja še vedno obstajajo. Jajčna tempera je bila primarna metoda barvanja do leta 1500, ko jo je nadomestil izum oljne barve.

### Oljna barva, ki se meša z vodo
Oljna barva, ki se meša z vodo (imenovana tudi 'vodotopna') je sodobna vrsta oljne barve, izdelane za redčenje in čiščenje z vodo, namesto da bi uporabljali kemikalije kot je terpentin. Lahko jo mešamo in nanašamo z enakimi tehnikami kot tradicionalne barve na oljni osnovi, medtem ko je še vedno mokra, lahko jo z navadnim milom in vodo učinkovito odstranimo s čopičev, palet in krp. Njena topnost v vodi izhaja iz uporabe olja medija, v katerem je bil spremenjen en konec molekule, da se ohlapno veže na molekule vode, kot v raztopini.

### Digitalno slikanje
Digitalno slikanje je metoda digitalnega ustvarjanja umetniškega predmeta (slikanja) in / ali tehnika izdelave digitalne umetnosti z računalnikom. Kot način ustvarjanja umetniškega predmeta prilagodi tradicionalni slikarski medij, kot so akrilna barva, oljna barva, črnilo, akvarel itd., in nanese pigment tradicionalnim nosilcem, kot so tkanine iz platna, papir, poliester itd., s pomočjo programske opreme, risanja z industrijskim robotom ali tiskalniki. Nanaša se v program za računalniško grafiko, ki uporablja navidezno platno in navidezno slikarsko škatlo s čopiči, barvami in drugimi potrebščinami. Navidezna škatla vsebuje veliko instrumentov, ki ne obstajajo zunaj računalnika in dajejo delu drugačen videz in občutek kot umetniško delo, ki je narejeno na tradicionalen način. Poleg tega digitalno slikanje ni 'računalniško ustvarjena' umetnost, saj računalnik ne ustvarja samodejno slik na zaslonu z uporabo nekaterih matematičnih izračunov. Po drugi strani pa umetnik s svojo slikarsko tehniko ustvari določeno delo na računalniku.

## Slikarske tehnike
O slikarstvu lahko govorimo z mnogih zornih kotov, med njimi tudi z vidika slikarske tehnike. Pri slikarjevem odločanju, kaj bo s sliko sporočil in kako bo to storil, je izbira tehnike pomembna. Vsaka tehnika ima svoje zakonitosti, med drugim zahteva, kako je treba graditi delo, in ko je slika dokončana, je tudi tehnika z izbranimi materiali vred tista, ki vpliva na estetsko doživljanje stvaritve, na intenziteto barv, na lastnosti slikarske površine.
Slikarske tehnike lahko ločimo po različnih aspektih:
- po namenu in uporabi: ikona, miniatura, oltarna slika, Iluminirani rokopis, ...;
- po materialu, ki služi kot podlaga: platno, les, usnje, kamen, steklo, pergament, papir, kovina, plastika,...;
- po vezivu in barvi, ki se uporablja pri določeni tehniki: oglje, kreda, tuš, akvarel, pastel, gvaš, tempera, enkavstika, akril,...;
- po priboru, ki se uporablja pri posamezni tehniki: pero, čopič, trska, dleto,...
- po delovnem postopku: freska, Al secco, mozaik, sgraffito, chiaroscúro, sfumato, gesso, grizaj, impasto, srebrenka, pastel, vitraj, ...

### Risba
Risba je pogosto temeljno likovno delo, je izhodišče za slikarske, kiparske in arhitekturne stvaritve. Njena bistvena značilnost je izražanje s črto, linijo, barva je drugotnega pomena. Ker je risba skopa, zahteva od risarja, da se omeji na bistveno. V nasprotju s slikarstvom risba ne skriva postopka, kako gradi podobo. Povezava s slikarstvom je tesna, saj pri risbi in sliki umetnik pogosto uporabi enake nosilce (npr. karton, papir), enake pripomočke (npr. svinčnik, pero, čopič, palica), risarske oz. slikarske medije (npr. svinčnik, barvnik, suha igla, kreda, pastelna kreda, oglje, tinta, tuš), gre pa tudi za podoben pristop k delu. Risba je lahko v slikarskem delu  prekrita (bodisi, ker je izginila pod nanosi barve ali zato, ker je risba nastala ločeno), lahko pa je vidna in je bistvena in sestavina izraza (npr. v srednjeveških slikanih oknih).
Risba je lahko skica, osnutek, likovni zapis ideje, detajla iz resničnega sveta, lahko je študija, predrisba, vmesna postaja med zamislijo in dokončanim delom, lahko pa je samostojna in v sebi zaključeno delo.

### Grafika
Grafika nastane z odtisom upodobitve z matrice ali skozi matrico. To je plošča (npr. lesena, kovinska ali steklena), na kateri je z rezanjem, vpraskanjem, jedkanjem in drugimi postopki nastala upodobitev. Na pripravljeno matrico se nanese barvo ali barve in upodobitev odtisne. Grafične tehnike so številne in mnogovrstne. Najstarejši grafični tehniki sta lesorez in bakrorez (nastali sta v 15.stol.) Lesorez je tehnika visokega, bakrorez pa tehnika globokega tiska. Starejšim tehnikam (npr. lesorez, linorez, bakrorez, suha igla, akvatinta, monotipija ) se pridružujejo moderne (serigrafija oz. sitotisk), kjer se barvo nanaša skozi matrico, pogosto iz blaga. V 20. stoletju so bile modne mešane tehnike in montaže. Vsebine grafičnih del se od slikarskih ne razlikujejo, pa tudi velikih slogovnih razlik ni. Razvoj grafične dejavnosti in tiskarstva (kot industrije) je grafične upodobitve razširil med široke kroge občinstva. Razlikujemo med umetniško oz. avtorsko grafiko na eni strani (ustvarjalec naj bi kontroliral vsak odtis in ga potrdil s podpisom) ter reproduktivno (industrijsko), ki je tiskana v velikih nakladah.

## Vrste slik glede na motiv

### Alegorija
Alegorija je figurativni način predstavitve, ki ne pomeni dobesednega pomena. Alegorija sporoča svoje sporočilo s pomočjo simbolnih figur, dejanj ali simbolnih predstav. Alegorija se na splošno obravnava kot retorična figura, vendar alegorija ni nujno izražena v jeziku: lahko je naslovljena na oko in jo pogosto najdemo v realističnem slikarstvu. Primer preproste vizualne alegorije je podoba okostnjaka s koso. Gledalci razumejo, da je ta podoba simbolična predstavitev smrti.

### Figuralno slikarstvo
Figuralika je likovno upodabljanje stvarnega sveta, zlasti živih bitij v katerem koli od slikarskih medijev, pri čemer je glavni predmet človeška figura, bodisi oblečena ali gola. Figuralno slikarstvo se lahko nanaša tudi na dejavnost ustvarjanja takega dela. Človeška figura je ena od kontrastnih tem umetnosti že od prvih jamskih poslikav iz kamene dobe in je bila skozi zgodovino interpretirana v različnih slogih. Nekateri umetniki, dobro znani po figuralnem slikarstvu, so Peter Paul Rubens, Edgar Degas in Édouard Manet.
Figuralnost pa lahko razumemo tudi kot pojem, v katerega je zajeto vse, kar je predmetno.

### Ilustracija
Ilustracija je tista slika, ki se uporablja kot ilustracija v knjigah, revijah, gledaliških ali filmskih plakatih in stripih. Danes narašča zanimanje za zbiranje in občudovanje izvirnih umetniških del. Različne muzejske razstave, revije in umetniške galerije so posvetile prostor ilustratorjem preteklosti. V svetu vizualne umetnosti ilustratorji včasih veljajo za manj pomembne v primerjavi z likovnimi umetniki in grafičnimi oblikovalci. Toda kot rezultat rasti računalniških iger in industrije stripov postajajo ilustracije cenjene kot priljubljena in donosna umetniška dela, ki lahko pridobijo širši trg kot drugi dve, zlasti v Koreji, na Japonskem, v Hongkongu in ZDA.

### Krajina
Krajinsko slikarstvo je izraz, ki zajema upodabljanje naravnih pokrajin, kot so gore, doline, drevesa, reke in gozdovi in zlasti umetnost, kjer je glavni predmet širok pogled, s svojimi elementi, razporejenimi v skladno kompozicijo. V drugih delih so lahko pokrajinska ozadja za figure še vedno pomemben del slike. Nebo je skoraj vedno vključeno v pogled, vreme pa je pogosto sestavni del. Podrobne pokrajine kot ločene teme pa ne najdemo v vseh umetniških tradicijah in se razvijejo, ko že obstaja prefinjena tradicija zastopanja drugih tem. Dve glavni tradiciji izvirata iz zahodnega slikarstva in kitajske umetnosti, v obeh primerih pa segata že več kot tisoč let v preteklost.

#### Veduta
Veduta je zelo podrobna, običajno obsežna slika mestne pokrajine ali kakšnega drugega razgleda. Ta zvrst krajine izvira iz Flandrije, kjer so umetniki, kot je Paul Bril, že v 16. stoletju slikali vedute. Ko se je pot Grand Tour nekoliko standardizirala, je veduta znanih prizorov, kot sta Rimski forum ali Veliki kanal v Benetkah, ponovno priklicala zgodnje podvige na celino za plemiške Angleže. V poznejšem 19. stoletju so bolj osebni vtisi o mestnih krajinah nadomeščali željo po topografski natančnosti, ki so jo namesto tega zadovoljevale poslikane panorame.

### Portret
Portretne slike so upodobitve osebe, pri kateri prevladuje obraz in njegov izraz. Namen je prikazati podobnost, osebnost in celo razpoloženje osebe. Umetnost portreta se je razcvetela v starogrški in zlasti rimski skulpturi, kjer so varuhi zahtevali individualizirane in realistične portrete, tudi nelaskave. Eden najbolj znanih portretov zahodnega sveta je slika Leonarda da Vincija z naslovom Mona Lisa, ki naj bi bila portret Lise Gherardini, žene Francesca del Gioconda.

### Tihožitje
Tihožitje je umetniško delo, ki prikazuje večinoma nežive predmete, običajne predmete - ki so lahko naravni (hrana, cvetje, rastline, kamenje ali školjke) ali umetni (kozarci za pijačo, knjige, vaze, nakit, kovanci, itd.). Tihožitja, ki izvirajo iz srednjega veka in starogrške / rimske umetnosti, umetniku dajejo več prostora pri razporeditvi oblikovalskih elementov znotraj kompozicije kot slike drugih vrst tem, kot sta krajina ali portret. Slike tihožitja, zlasti pred letom 1700, so pogosto vsebovale religiozno in alegorično simboliko v zvezi z upodobljenimi predmeti. Nekatera sodobna tihožitja lomijo dvodimenzionalno pregrado in uporabljajo tridimenzionalne mešane medije ter uporabljajo najdene predmete, fotografijo, računalniško grafiko ter video in zvok.

#### Bodegón
V španski umetnosti je bodegón slika tihožitja, ki prikazuje predmete iz shrambe, kot so jedi, divjačina in pijača, pogosto razporejena na preprosti kamniti plošči, in tudi slika z eno ali več figurami, vendar pomembnimi elementi tihožitja, ki so običajno postavljeni v kuhinji ali gostilni. V obdobju baroka so takšne slike postale priljubljene v Španiji v drugi četrtini 17. stoletja. Zdi se, da se je tradicija slikanja tihožitij začela in je bila v današnjih Nizozemskih deželah, danes v Belgiji in na Nizozemskem (takrat flamskih in nizozemskih umetnikov) veliko bolj priljubljena kot kdaj koli prej v južni Evropi. Severna tihožitja so imela veliko podzvrsti: kos zajtrka so dopolnili trompe l'oeil, cvetni šopek in vanitas. V Španiji je bilo veliko manj pokroviteljev za tovrstne stvari, vendar je postala priljubljena vrsta zajtrk, na katerem je bilo na mizo položenih nekaj predmetov hrane in namiznega pribora.